# جون أ. موران
جون أ. موران (بالإنجليزية: John A. Moran)‏ هو شخصية أعمال أمريكي، ولد في 1932 في لوس أنجلوس في الولايات المتحدة.